# Pille (lægemiddel)
 For alternative betydninger, se Pille. (Se også artikler, som begynder med Pille)
Pille (af latin pilula, "lille kugle") er et lægemiddel, hvor midlet er doseret i en rund og ofte sukkerovertrukket form. Ordet bruges i daglig sprogbrug i stedet for tablet og evt. kapsel.. Piller er dog ikke noget der benyttes i dag i udbredt grad. I dag fremstilles i stedet tabletter, som typisk er lavet af sammenpresset pulver. Ordet "pille" bliver ofte brugt fejlagtigt til at beskrive det man i dag kender som tabletter.
Egentlige piller forhandles ikke længere som færdigfremstillede lægemidler, da man er gået fuldstændig over til tabletter og kapsler (hårde perorale substanser). Homøopatiske globuli er teknisk set små piller, men betegnes ikke sådan.
Pillerne blev fremstillet ved at ælte det aktive stof sammen med fyldmiddel, bindemiddel og væske. Pilledejen blev omhyggeligt rullet ud til en stang og delt i lige store portioner med et pillejern, portionerne blev trillet runde på et pillebræt og tørret. Til sidst kunne pillerne eventuelt overtrækkes med sukker eller andre stoffer (drageres). Derved varierede størrelsen ofte meget på piller, da de er håndlavede. Desuden kan indholdet af API (Aktivt lægemiddelstof) ikke vides med sikkerhed i den enkelte pille.